# Misja specjalna (program telewizyjny)
Misja specjalna – magazyn interwencyjno-śledczy emitowany z przerwami w latach 2005–2010 w TVP1 redagowany przez Anitę Gargas. Miał charakter dziennikarstwa śledczego. W audycji prezentowano rezultaty śledztw dziennikarskich z pogranicza polityki i biznesu.
Z programem współpracowali inni dziennikarze, m.in.: Małgorzata Cecherz. Audycję prowadził Piotr Czyszkowski, a lektorem był Marcin Stefaniak.

## Historia
Program powstał z inicjatywy władz TVP z uwagi na brak audycji o charakterze dziennikarstwa śledczego. Tworzenie Misji Specjalnej zlecono Andrzejowi Godlewskiemu, który zaprosił do współpracy Anitę Gargas. Pierwszy odcinek programu pojawił się na antenie w styczniu 2005 i był emitowany przez kilka miesięcy do kampanii wyborczej 2005.
Program był ponownie emitowany od września 2006 roku, po tym jak został przywrócony na antenę przez prezesa TVP, Bronisława Wildsteina.
Następnie w 2009 audycja została zdjęta z anteny za czasów Piotra Farfała, pełniącego obowiązki prezesa TVP i przez prawie rok tymczasowo nienadawana. Po około rocznej przerwie (i powrocie Anity Gargas do TVP), od 3 lutego 2010 program został ponownie przywrócony (emitowany w środy wieczorem, następnie we wtorki wieczorem). Po 10 kwietnia 2010 roku reportaże Misji Specjalnej wielokrotnie dotyczyły śledztwa w sprawie katastrofy smoleńskiej.
Ostatnia edycja programu odbyła się 19 października 2010. Program został zdjęty z anteny wspólnie z audycją Bronisław Wildstein przedstawia. Decyzję podjęła ówczesna szefowa TVP 1, Iwona Schymalla. Jak podało Biuro Prasowe TVP, oglądalność obu programów była niezadowalająca i w dodatku ciągle spadała.

## Wyróżnienia i nagrody
Audycja była kilkakrotnie wyróżniana.
- Nominacja do Grand Press: 2007
- Finał Międzynarodowego Festiwalu Camera Obscura w kategorii dziennikarstwo śledcze: 2008
- Nominacja do nagrody Mediatory: 2008
- W 2011 Anita Gargas została wyróżniona Nagrodą Wolności Słowa Stowarzyszenie Dziennikarzy Polskich za odwagę i bezkompromisowość w docieraniu do prawdy o katastrofie smoleńskiej[7]. Wyróżnienie dotyczyło jednej z ostatnich audycji Misji Specjalnej, dotyczącej katastrofy polskiego Tu-154 w Smoleńsku 10 kwietnia 2010.